# Cristina da Noruega, Infanta de Castela
Cristina da Noruega (em nórdico antigo: Kristín Hákonardóttir, em norueguês: Kristina Håkonsdatter; Bergen, 1234 – Sevilha, 1262) foi uma princesa norueguesa e infanta de Castela. Era filha dos reis Haakon IV da Noruega e Margarida Skulesdatter.

## Biografia
Devido às alianças castelhanas e norueguesas dentro do Sacro Império Romano Germânico, levou-se a cabo o compromisso matrimonial em 1257 da princesa com o aspirante ao Sacro Império Romano Germánico, o infante Filipe de Castela, irmão do rei Afonso X de Castela, o Sábio, porque esse casamento era conveniente tanto para Afonso X como para Haakon IV. Os reinos nórdicos desejavam abrir-se cada vez mais ao resto de Europa e comercializar com ela, e Haakon tinha empreendido uma ativa política diplomática e de laços culturais com outros países.
No verão de 1257, acompanhada pelo embaixador Lðinn leppur, Cristina empreendeu a viagem por mar desde Tønsberg (Noruega), perto de Oslo, para Castela, (Espanha). Após fazer escala na Inglaterra, e ante rumores de piratas existentes no golfo de Vizcaya, o séquito, formado por mais de cem pessoas, seguiu a pé e a cavalo através da França, entrando pelo Condado de Barcelona na península Ibérica. Na véspera de Natal celebraram-na em Burgos em companhia das freiras do Mosteiro de Las Huelgas. Chegaram a Valladolid, onde esperava o rei, através de Sória e Palência.
Depois do casamento celebrado na Colegiata de Santa María de Valladolid em 31 de março de 1258, o casal estabeleceu-se em Sevilha, onde já residia o infante. A distância que a separava de seu longínquo país e a saudade, possivelmente fez com que a princesa adoecesse de melancolia, morrendo em 1262 na capital hispalense sem deixar descendência.
Seu marido, que antes de seu casamento tinha sido abade da Colegiata de San Cosme e San Damián de Covarrubias até a idade de 21 anos e mais tarde bispo de Sevilha, fez enterrar a sua esposa no claustro da Colegiata de Covarrubias num sepulcro gótico, de pedra lavrada com um arco de 10 vãos e um friso superior de enrolamentos.

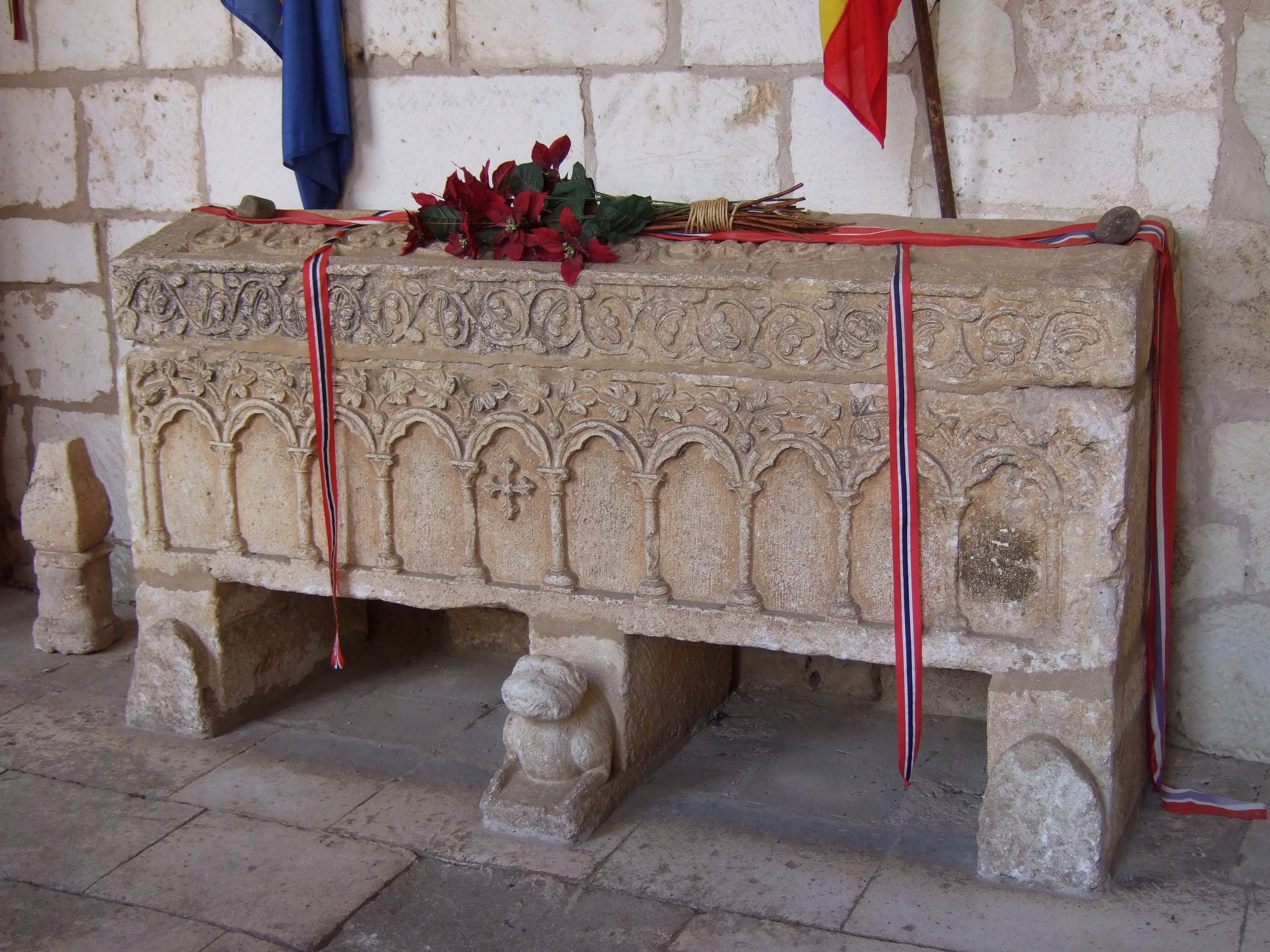
Tumba da princesa Cristina no claustro da Colegiata de San Cosme e San Damián.

## Tempos modernos
Em 1958, quando se estudavam os sepulcros da Colegiata de San Cosme e San Damián de Covarrubias por membros da Academia Fernán González, num deles se encontraram os restos de uma mulher que usava ricas roupagens intactas com restos de bordados de ouro e pedras preciosas. Também usava jóias que indicavam sua alta linhagem. Junto ao corpo mumificado encontrava-se um pergaminho com versos de amor e uma receita para tratar o mau de ouvidos com «xugo de alho», fórmula de remédio que ainda utilizam alguns habitantes da região. Com 1,70m de altura, não habitual para as mulheres castelhanas do século XIII, mas algo normal nas mulheres de Europa do Norte. Também tinha intacto seu cabelo loiro e suas unhas rosadas. Em 13 de maio desse ano, fizeram uma homenagem pela descoberta com uma lápide comemorativa colocada sobre o sepulcro da Infanta.
Em frente à capa do templo, se ergue uma estátua em bronze da princesa como homenagem em abril de 1978, ao que assistiram diversas personalidades norueguesas e a Banda Municipal de Tønsberg. Desde então, os contatos oficiais e oficiosos entre o governo norueguês e a villa de Covarrubias sucederam-se, chegando-se recentemente à criação da Fundação Princesa Cristina da Noruega, cujo principal propósito era a construção de uma capela dedicada a Santo Olavo, patrono da Noruega, na localidade castelhana. Esta fundação e a embaixada de Noruega na Espanha celebraram no final de setembro (coincidindo com a data de inauguração da Capela de Santo Olavo) um festival anual de música norueguesa com um mercado de produtos típicos noruegueses em Covarrubias.
Conta a lenda que, aquelas donzelas solteiras que queiram encontrar o amor, só têm que ir até o sepulcro da princesa e tocar o sino existente no claustro gótico para que a princesa lhes ajude ao encontrar, e que seu amor seja mais ditoso que o que ela teve em vida.
Em 18 de setembro de 2011, a uns três quilômetros de Covarrubias teve lugar a inauguração da capela de Santo Olavo, realizada em aço laminado e madeira, promovida pela Fundação Princesa Cristina da Noruega constituída em 1992 e a Junta de Castilla León, cumprindo-se assim a promessa que lhe fez seu marido e que ficou sem cumprir por sua prematura morte.